# Минотавр-2
Минотавр-2 (англ. Minotaur II, OSP TLV) — американская военная суборбитальная трёхступенчатая ракета-носитель лёгкого класса, также известная как Химера (англ. Chimera), разработанная и сконструированная компанией «Орбитальная научная корпорация». Ракета-носитель применяется для испытания системы противоракетной обороны (ПРО).

## История создания
В 1997 году корпорация OSC получила от ВВС США контракт на разработку новой ракетно-космической системы, которая должна была прийти на смену ракет семейства «Таурус». Новая ракетв-носителя предназначалась для выведения на низкие околоземные орбиты малых спутников в широком диапазоне масс. В целях снижения затрат на новые модели было решено создавать на базе снятых с вооружения межконтинентальных баллистических ракет «Минитмен-2». Ответственность за реализацию программы, названной OSP (сокр. от англ. Orbital Suborbital Program — букв. Программа орбитальных и суборбитальных полётов) была возложена на Центр космических и ракетных систем (SMSC), производящий закупки ракет-носителем в интересах всех видов вооружения.
На разработку ракеты Минотавр включая затраты связанные с проведением первого старта, было выделено около 20 млн долларов (в ценах 1997 года). Последующих десять изделий ракет-носителей семейства «Минотавр» ВВС США планировало приобретать по цене 12 млн долларов (в ценах 1997 года) без учёта стоимости используемых ступеней МБР. Кроме этого контракт подразумевал, что компания OSC должна была провести модернизацию 13 боевых ракет для запуска по суборбитальным траекториям. При выполнении всех условий контракта стоимость соглашения превысило бы 200 млн долларов (в ценах 1997 года).
Разработка ракеты Минотавр длилась достаточно долго — первый пуск ракеты-носителя состоялся в январе 2000 года. В ходе полёта, осуществлённого с коммерческой стартовой площадки на базе Ванденберг, система вывела в космос космический аппарат Jawsat и ещё несколько попутных грузов общей массой около 160 кг.

## Конструкция
Трёхступенчатая суборбитальная ракета, также известная как Химера (англ. Chimera) и TLV, применяемая в интересах испытаний системы ПРО. В РН использованы первая ступень M55A1, вторая ступень SR19 и третья ступень M57 из состава МБР «Минитмен-2» и система управления корпорации Orbital Sciences. Забрасываемый вес — 440 кг ПН на дальность 6700 км по баллистической траектории. Головной обтекатель и электронное оборудование было взято ракеты-носителя «Пегас».

## Модификации
На базе ракеты-носителя Минотавр-2 были созданы две модификации:
- Минотавр-2 «Лёгкая» — двухступенчатый вариант базовой ракеты-носителя;
- Минотавр-2+ — трёхступенчатый вариант базовой ракеты-носителя, основным отличием является использованного модернизированного ракетного двигателя SR-73-AJ на третьей ступени.
- Минотавр-2 «Тяжёлая» — трёхступенчатый вариант базовой ракеты-носителя, основным отличием является использованного ракетного двигателя Орион-50XL на третьей ступени. Тяжёлая версия позволяет запускать по суборбитальной траектории полезные нагрузки массой до 1400 кг на расстояния до 8000 км.

## Стартовые площадки
Все модификации ракеты-носителя Минотавр-2 были запущены со стартовой площадки LC-06 космодрома на военно-воздушной базе «Ванденберг» в округе Санта-Барбара (Калифорния).

## История пусков
Первый запуск был осуществлён 28 мая 2000 года со стартовой площадки LF-06 космодрома Ванденберг. Цель запуска — демонстрационный полёт.
| 1 | 28 мая 2000 года 20:00 UTC      | Демонстрационный полёт | Минотавр-2  | Суборбитальный полёт | База Ванденберг LF-06 | Успех |
| 2 | 4 декабря 2001 года 04:59 UTC   | TLV-1 IFT-7 GMDS       | Минотавр-2  | Суборбитальный полёт | База Ванденберг LF-06 | Успех |
| 3 | 16 марта 2002 года 02:11 UTC    | TLV-2 IFT-8 GMDS       | Минотавр-2  | Суборбитальный полёт | База Ванденберг LF-06 | Успех |
| 4 | 15 октября 2002 года 02:01 UTC  | TLV-3 GMDS             | Минотавр-2  | Суборбитальный полёт | База Ванденберг LF-06 | Успех |
| 5 | 11 декабря 2002 года 08:26 UTC  | TLV-4 GMDS             | Минотавр-2  | Суборбитальный полёт | База Ванденберг LF-06 | Успех |
| 6 | 21 марта 2007 года 04:27 UTC    | TLV-5 FTX-02 SBR       | Минотавр-2  | Суборбитальный полёт | База Ванденберг LF-06 | Успех |
| 7 | 23 августа 2007 года 08:30 UTC  | TLV-7 Mission 2a       | Минотавр-2+ | Суборбитальный полёт | База Ванденберг LF-06 | Успех |
| 8 | 24 сентября 2008 года 06:57 UTC | TLV-8 Mission 2b       | Минотавр-2+ | Суборбитальный полёт | База Ванденберг LF-06 | Успех |